# جنبش حقوق اوتیسم

نماد بی‌نهایت به رنگ رنگین کمان سمبل تنوع در طیف اوتیسم است.

جنبش حقوق اوتیسم یک جنبش اجتماعی در چهارچوب جنبش حقوق معلولین است. طرفداران این جنبش بر تنوع عصبی انسان‌ها تأکید می‌کنند و طیف اوتیسم را نه به شکل یک «اختلال یا بیماری» محتاج به درمان، بلکه به عنوان نتیجهٔ تفاوت‌های طبیعی در مغز انسان می‌بینند. از جمله اهداف این جنبش افزایش پذیرش رفتارهای اوتیستیک، به وجود آمدن خدماتی با هدف بهبود کیفیت زندگی افراد اوتیستیک و به رسمیت شناخته شدن جامعهٔ اوتیستیک به عنوان یک گروه اقلیت است.

## رویدادها

### روز جهانی اوتیسم
روز جهانی اوتیسم یا روز آگاهی جهانی اوتیسم روز دوم آوریل است. این روز توسط مجمع عمومی سازمان ملل در سال ۲۰۰۷ ایجاد شد. در ۲ آوریل ۲۰۰۹ فعالان این جنبش ۱۵۰ کالسکه را در نزدیکی پارک مرکزی نیویورک رها کردند که به شکل نمادین نشان دهندهٔ این نکته است که برآورد می‌شود از هر ۱۵۰ کودک یک نفر در طیف اوتیسم قرار دارد.